# Комаров Володимир Михайлович
Володимир Миха́йлович Комаро́в (16 березня 1927, Москва — 24 квітня 1967) — льотчик-космонавт СРСР, двічі Герой Радянського Союзу (1964, 1967). Загинув під час посадки космічного корабля «Союз-1».
Інженер-полковник, двічі Герой Радянського Союзу (19 жовтня 1964 і 24 квітня 1967). Член КПРС з 1952 року. Нагороджений орденом Леніна, орденом Червоної Зірки і медалями. «Герой Праці» Соціалістичної Республіки В'єтнам. Нагороджений золотою медаллю імені К. Ціолковського АН СРСР і медаллю де Лаво (Міжнародної федерації аеронавтики). Міжнародний комітет з аеронавтики і космічних польотів нагородив його орденом «Роза вітрів» з діамантом. Був вибраний почесним громадянином міст Калуга (Росія) і Нантер (Франція).

## Біографія
Володимир Комаров народився 16 березня 1927 року у Москві.
1943 року закінчив семирічку та вступив до 1-ї московської спецшколи ВПС, прагнучи потрапити на фронт.
Спецшколу закінчив у липні 1945 року, коли війна в Європі вже закінчилася. Після закінчення школи ВПС став курсантом Соловської авіаційної школи первинного навчання, а у вересні того ж року — курсантом Борисоглібського військового авіаційного училища льотчиків.
У липні 1946 перейшов у Батайське військове авіаційне училище імені О. Сєрова, після закінчення якого 1949 року почав службу військовим льотчиком-винищувачем в авіаційному полку винищувальної авіаційної дивізії ВПС Північнокавказького військового округу, що базувався у м. Грозному. Там він познайомився зі шкільною вчителькою Валентиною, яка незабаром стала його дружиною.
1959 року успішно закінчив факультет авіабудування військово-повітряної академії імені М. Жуковського і був направлений в державний червонопрапорний НДІ ВПС, де займався випробуваннями нових зразків авіаційної техніки. Саме тут, комісія з відбору в перший загін космонавтів запропонувала Володимиру Комарову нову секретну випробувальну роботу, і 1960 року його зарахували до загону космонавтів.
У квітні 1961 року загальнокосмічна підготовка була завершена і Комаров почав підготовку до польоту на космічних кораблях «Восток» і «Восход».
У серпні 1962 року був призначений дублером Павла Поповича на космічному кораблі «Восток-4»

## Перший політ
Перший космічний політ Володимир Комаров здійснив 12-13 жовтня 1964 року на борту космічного корабля «Восход» разом з космонавтами Константином Феоктистовим і Борисом Єгоровим. Це був перший у світі багатомісний космічний корабель. Уперше у складі екіпажу були не тільки льотчик, але також інженер та лікар. Уперше в історії екіпаж здійснював політ без скафандрів. Також уперше була застосована система м'якої посадки. Позивний «Рубін» протягом доби звучав з орбіти. Підсумкова тривалість польоту склала одну добу 17 хвилин, за цей час корабель 16 разів облетів навколо Землі. Основним завданням польоту було забезпечення пріоритету СРСР у польотах у космос екіпажу з декількох космонавтів. Окрім того, було виконано багато технічних і медико-біологічних експериментів.
За успішне виконання польоту Володимир Комаров отримав звання героя Радянського Союзу, вручений орден Леніна і медаль «Золота Зірка». Незабаром йому надали кваліфікацію «Космонавт 3-го класу», а 23 січня 1965 року призначили інструктором-космонавтом у групу космонавтів, що готувалися за програмами Міністерства оборони.
У вересні 1965 року він був включений у групу підготовки до польоту за програмою «Союз».

## Союз-1
У серпні 1966 року було ухвалено рішення, що Володимир Комаров пілотуватиме «Союз-1». Його дублером призначили Юрія Гагаріна. Цей політ (23-24 квітня 1967 року) виявився фатальним: Володимир Комаров загинув при завершенні програми польоту, коли під час спуску на Землю не вийшов основний парашут спускного апарата. На великій швидкості космічний корабель врізався в землю.
За героїзм, мужність і відвагу, проявлені при здійсненні польоту, нагороджений другою медаллю «Золота Зірка» (посмертно). Міжнародний комітет з аеронавтики і космічних польотів відзначив подвиг космонавта орденом «Роза вітрів» з діамантами. Прах Володимира Комарова розміщено в урні Кремлівської стіни на Красній площі в Москві. Бронзове погруддя встановлено на батьківщині Героя в Москві.
Ім'ям Володимира Комарова названі населені пункти, кратер на Місяці, астероїд 1836 Комаров, науково-дослідний корабель СРСР, Єйське вище військово-морське авіаційне училище льотчиків, школа, вулиці.
На місці загибелі в селі Карабутак Адамовського району Оренбурзької області встановлено обеліск (51°21′41.67″ пн. ш. 59°33′44.75″ сх. д. / 51.3615750° пн. ш. 59.5624306° сх. д.).
Ім'я космонавта увічнено в скульптурі «Полеглий астронавт» на Місяці (1971).